# التوامية (دير الزور)
التوامية قرية سورية تتبع ناحية البصيرة في منطقة مركز دير الزور في محافظة دير الزور. بلغ عدد سكانها 91 نسمة في عام 2004 حسب إحصاء المكتب المركزي للإحصاء.